# RheinRuhrBahn
Die Transdev Rhein-Ruhr GmbH (TDRR), bekannt unter der Marke Rhein-Ruhr-Bahn (Eigenschreibweise: RheinRuhrBahn, RRB), ist ein privates Eisenbahnverkehrsunternehmen, das seit dem Jahr 2022 im Auftrag verschiedener Aufgabenträger Schienenpersonennahverkehr auf Haupt- und Nebenstrecken in Nordrhein-Westfalen betreibt.
Derzeit umfasst das Verkehrsnetz der RheinRuhrBahn 6 Linien mit etwa 315 Streckenkilometern. Sie ist ein Tochterunternehmen der Transdev GmbH, Berlin. Die RheinRuhrBahn entstand am 1. September 2022 aus den Netzen Emscher-Münsterland-Netz und Niers-Rhein-Emscher-Netz der NordWestBahn.

## Geschichte
Die NordWestBahn (NWB) betrieb seit 2006 das Emscher-Münsterland-Netz und seit 2009 das Niers-Rhein-Emscher-Netz am Niederrhein und im nordöstlichen Ruhrgebiet. Im August 2022 gab das Unternehmen, zu dem Zeitpunkt Teil der Transdev-Gruppe, bekannt, dass die Strecken an Rhein, Ruhr und Emscher zum 1. September 2022 von dem Schwesterunternehmen RheinRuhrBahn übernommen würden. Die NordWestBahn betreibt seitdem nur noch Strecken in Ostwestfalen-Lippe und Niedersachsen.

## Liniennetz

### Aktueller Betrieb
| Linie | Name                        | KBS   | Zuglauf                                                                          | Netz | Laufzeit                           |
| ----- | --------------------------- | ----- | -------------------------------------------------------------------------------- | ---- | ---------------------------------- |
| RE 10 | Niers-Express               | 495   | Düsseldorf Hbf – Krefeld Hbf – Geldern – Kleve                                   | NRE  | (12/2009 –) 09/2022 – 12/2028      |
| RE 14 | Emscher-Münsterland-Express | 423   | Borken (Westf) / Coesfeld (Westf) – Dorsten – Gladbeck – Bottrop Hbf – Essen Hbf | EM   | (12/2006 –) 09/2022 – 12/2029      |
| RB 31 | Der Niederrheiner           | 498   | Xanten – Moers – Duisburg Hbf                                                    | NRE  | (12/2009 –) 09/2022 – 12/2027      |
| RB 36 | Ruhrort-Bahn                | 447   | Duisburg-Ruhrort – Oberhausen Hbf                                                | NRE  | (12/2010 –) 09/2022 – 12/2027      |
| RE 44 | Fossa-Emscher-Express       | 424   | Bottrop Hbf – Oberhausen Hbf – Duisburg Hbf – Moers                              | NRE  | (12/2010 –) 09/2022 – 12/2027      |
| S 7   | Der Müngstener              | 450.7 | Wuppertal Hbf – Wuppertal-Oberbarmen – Remscheid Hbf – Solingen Hbf              | S7   | 12/2023 – 12/2028 (Option 12/2031) |

Die Linien RB 36 und RE 44 wurden mit Fahrplanwechsel zum 15. Dezember 2024 wegen Personalmangel auf Schienenersatzverkehr umgestellt.

## Verkehrsnetze
Die zwei ersten Verkehrsverträge der RheinRuhrBahn wurden ursprünglich von der NordWestBahn begonnen und erst während der Laufzeit an die RheinRuhrBahn übergeben.

### Emscher-Münsterland-Netz

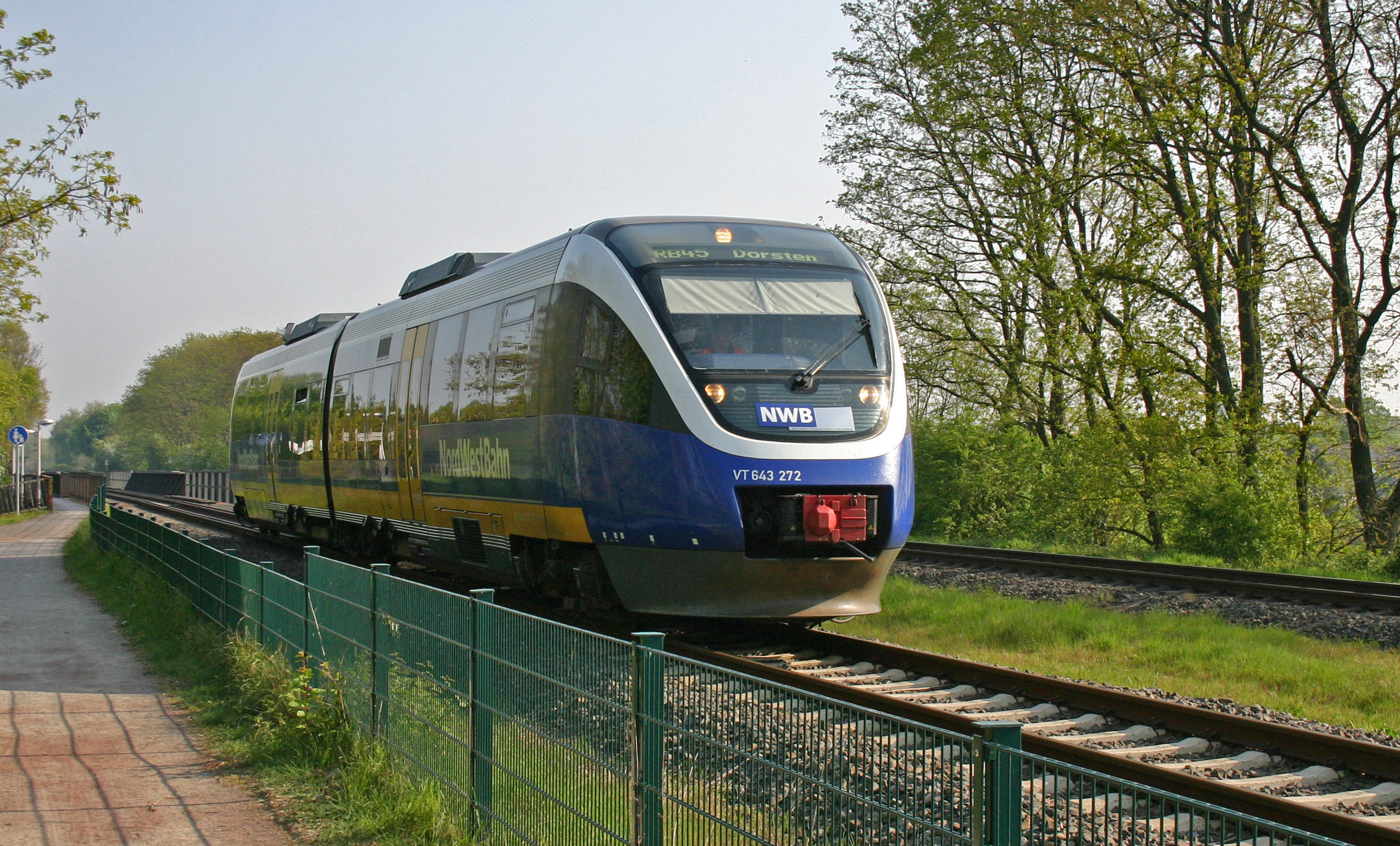
Bombardier Talent des Vorgängerunternehmens NWB in Dorsten (ehemalige Linie RB45, heute RE14)

Seit dem Fahrplanwechsel im Dezember 2006 erbrachte die NordWestBahn im Auftrag der Zweckverbände Verkehrsverbund Rhein-Ruhr (VRR) und Zweckverband SPNV Münsterland (ZVM) die Verkehrsleistungen des Emscher-Münsterland-Netzes. 2016 erhielt die NordWestBahn den erneuten Zuschlag für den Betrieb des Netzes von 2018 bis mindestens Dezember 2021, wobei statt dem ZVM diesmal der Nahverkehr Westfalen-Lippe (NWL) Co-Aufgabenträger war. Auch den Folgevertrag von Dezember 2021 bis Dezember 2028 konnte sich die NordWestBahn sichern, jedoch wurde der Betrieb des Netzes zum 1. September 2022 an die RheinRuhrBahn abgegeben.
Das seit Dezember 2021 nur noch aus der Regional-Express-Linie 14 bestehende Netz soll nach Ablauf des aktuellen Verkehrsvertrages im neuen Niederrhein-Münsterland-Netz aufgehen und mit batterieelektrischen Fahrzeugen vom Typ Civity BEMU betrieben werden. Die Ausschreibung für den Betrieb von Los 2 des neuen Netzes, welches unter anderem den RE14 umfasst, gewann im Mai 2022 DB Regio, Region NRW.

### Niers-Rhein-Emscher-Netz

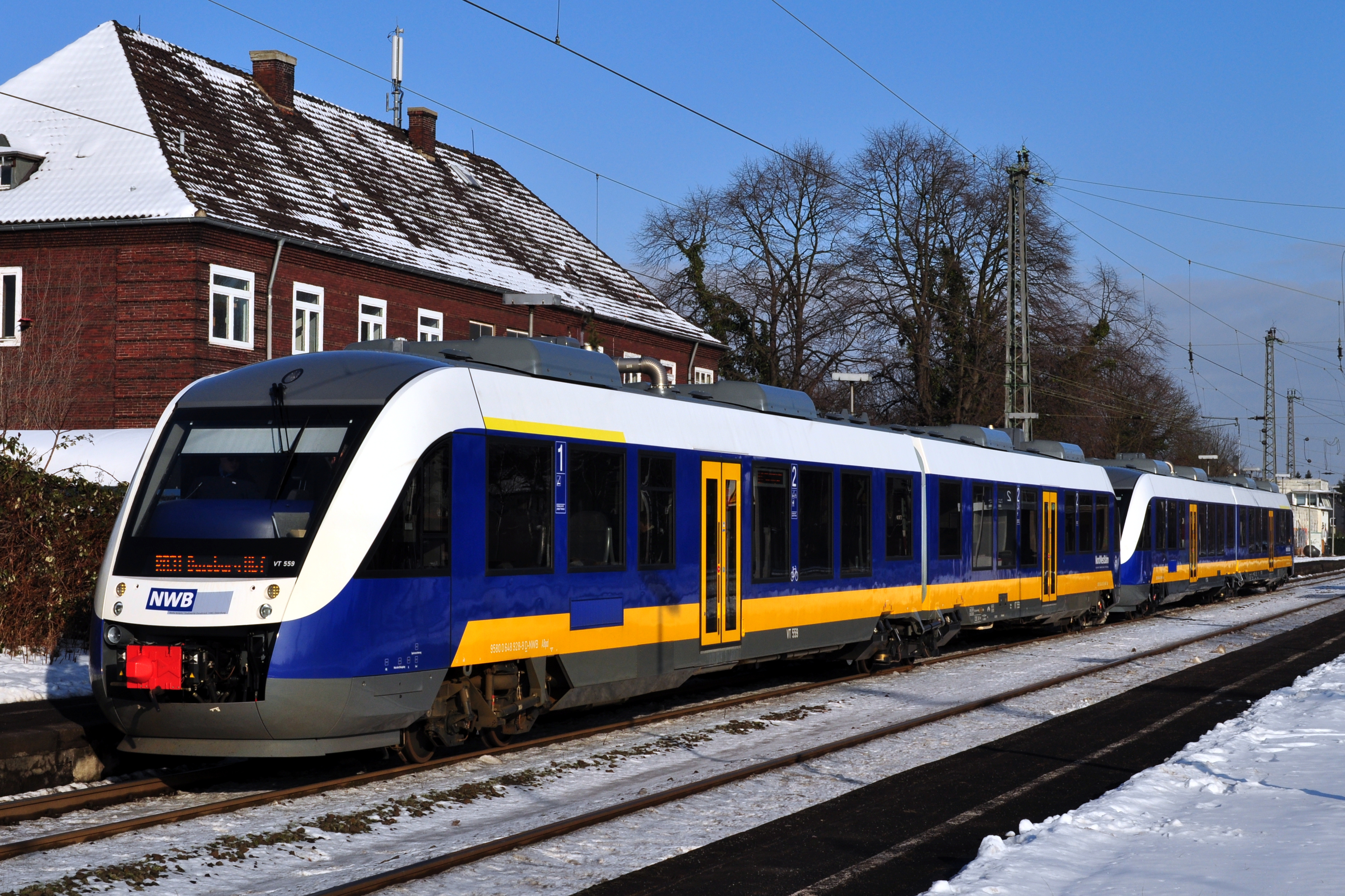
LINT 41 des Vorgängerunternehmens NWB in Trompet (Linie RB31)

Der Vergabeausschuss des VRR beauftragte im Jahre 2008 die NordWestBahn aufgrund einer europaweiten Ausschreibung mit der Durchführung des Schienenpersonennahverkehrs im Niers-Rhein-Emscher-Netz.
Zum 1. September 2022 wurde das Netz vom NordWestBahn-Schwesterunternehmen RheinRuhrBahn übernommen. Nach Ablauf des Verkehrsvertrages im Dezember 2026 soll das Netz im neuen Niederrhein-Münsterland-Netz aufgehen. Die Ausschreibung für den Betrieb von Los 2 des neuen Netzes, welches unter anderem die RB31, RB36 und den RE44 des NRE umfasst, gewann im Mai 2022 DB Regio, Region NRW. Die Bekanntgabe des Betreibers für Los 1, welches unter anderem den RE10 umfasst, steht noch aus.
Bereits der alte Betreiber, die NordWestBahn, hatte auf diesem Netz, insbesondere auf der Linie RE 10, mit Störungen der Infrastruktur zu kämpfen. Die Deutsche Bahn modernisierte bis 2022 die Linksniederrheinische Strecke im Rahmen des Schnellläuferprogramms „Digitale Schiene Deutschland“. Auch nach der Modernisierung kam es auf der Strecke wiederholt zu Störungen.
Bedingt durch eine Fahrzeugmangellage kommt es seit Anfang 2025 zu massiven Problemen. Auf der Linie RE 10 fällt unterhalb der Woche jede zweite Fahrt aus. Zusätzlich kommt es zu Kapazitätsengpässen, da nicht alle Fahrten mit den geforderten Fahrzeuglängen gefahren werden können. Zusagen, den Betrieb bis Mitte Februar 2025 wieder vollständig aufnehmen zu können, konnten nicht eingehalten werden. Seit Anfang März 2025 wird ein Schienenersatzverkehr als Ergänzung zum eingeschränkten Zugverkehr angeboten. Ende März 2025 wurden die Ersatzmaßnahmen bis mindestens 17. April 2025 verlängert. Zusätzlich wird bis voraussichtlich Ende Juni 2025 ein Ersatzzug (Lok der Baureihe 111 von smart-rail und Doppelstockwagen von TRI Train Rental) auf dem elektrifizierten Abschnitt der Linie RB 31 eingesetzt. Darüber hinaus befindet sich seit Ende März VT 119 (Alstom LINT 41) der Bentheimer Eisenbahn im Fuhrpark.

### Der Müngstener (S7)

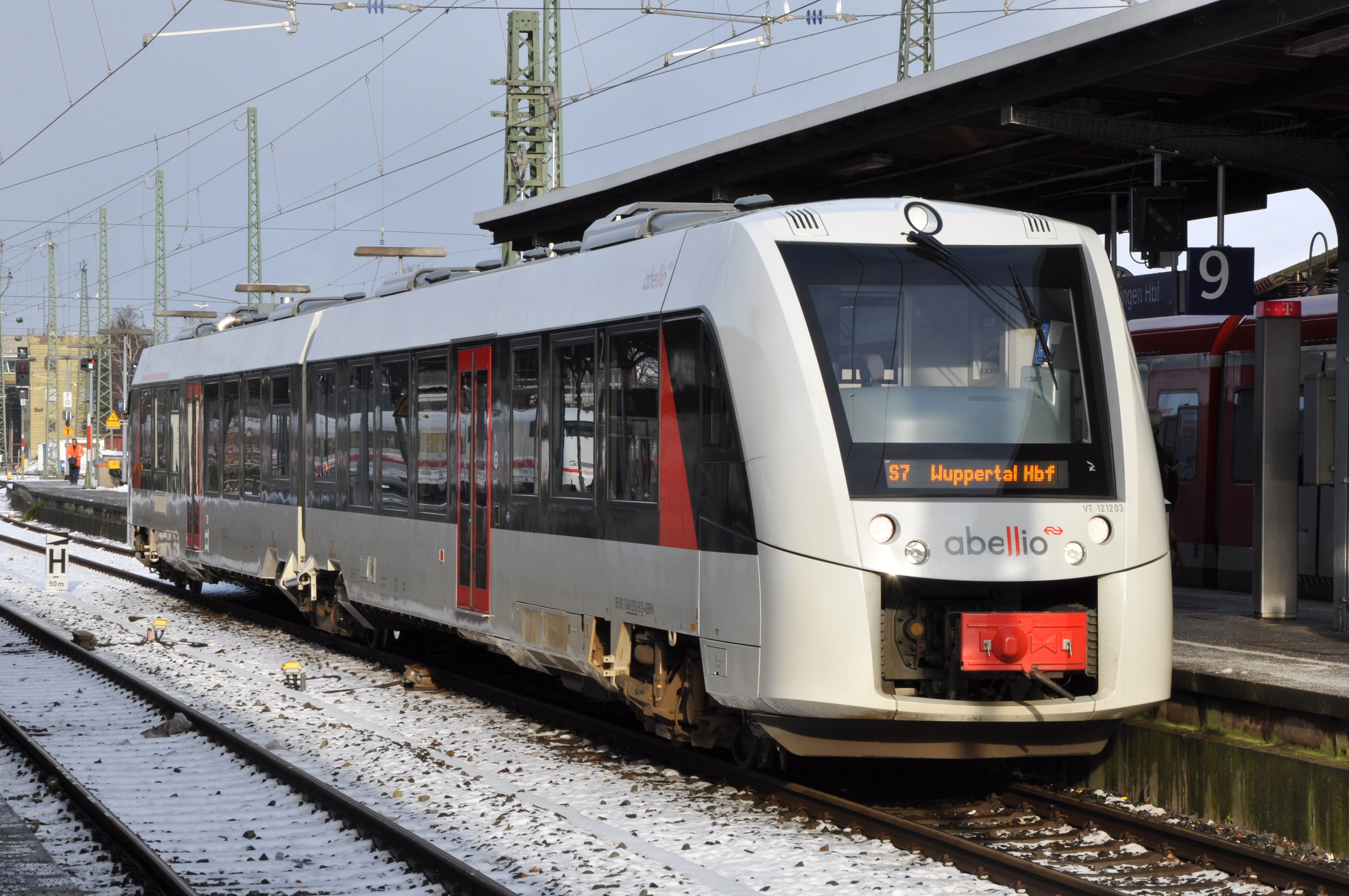
Alstom Coradia LINT des Vorvorgängerunternehmens auf der Linie S7, Abellio Rail NRW, in Solingen Hauptbahnhof

Nach der Insolvenz von Abellio Rail übernahm die VIAS Rail im Rahmen einer Notvergabe zum 1. Februar 2022 den Betrieb. Die Ausschreibung für die ursprüngliche Restlaufzeit bis zum Fahrplanwechsel 2028 (mit Verlängerungsoption) folgte noch im gleichen Jahr. Am 16. September 2022 gab der Verkehrsverbund Rhein-Ruhr bekannt, dass die RheinRuhrBahn die Leistungen zum Fahrplanwechsel im Dezember 2023 übernehmen wird.
Die bisher eingesetzten Fahrzeuge vom Typ LINT (Baureihe 1648), welche von Abellio im Rahmen des VRR-Finanzierungsmodells beschafft worden sind, kommen weiterhin zum Einsatz.

## Fahrzeuge
Die RheinRuhrBahn übernahm ihre Fahrzeuge von der NordWestBahn sowie der VIAS Rail.
Im Niers-Rhein-Emscher-Netz (NRE) sowie auf der S7 kommen insgesamt 45 Triebwagen des Typs LINT 41 zum Einsatz. Im NRE-Netz werden Fahrzeuge der Baureihe 0648 eingesetzt, welche unterschiedlichen Bauserien entstammen und daher nicht alle miteinander kuppelbar sind. Auf der Linie S7 kommen hingegen ausschließlich Fahrzeuge der Baureihe 1648 zum Einsatz. Diese gehören dem Aufgabenträger und werden für die Dauer der Vertragslaufzeit der RheinRuhrBahn zur Verfügung gestellt.
13 Triebwagen vom Typ Talent, dreiteilig, werden im Emscher-Münsterland-Netz eingesetzt. Ein Großteil der Talent-Triebwagen befindet sich dabei im Eigentum der Leasinggesellschaft Alpha Trains, zwei Fahrzeuge sind von der Prignitzer Eisenbahn angemietet.
Seit 2024 befindet sich mit VT 643 272 wieder ein zweiteiliges Fahrzeug im Fuhrpark. Dieses war bereits zu Zeiten der NordWestBahn im Bestand für das Emscher-Münsterland-Netz, wurde wegen Schäden allerdings zwischenzeitlich abgestellt. Das Fahrzeug trägt noch die alten Unternehmensanschriften der NordWestBahn und wird vorrangig auf dem Streckenast nach Coesfeld eingesetzt.
| Baureihe | Hersteller | Fahrzeugtyp | Anzahl                     | Bemerkung                                                            | Bild |
| -------- | ---------- | ----------- | -------------------------- | -------------------------------------------------------------------- | ---- |
| (1)648   | Alstom     | LINT 41     | 45, davon 9 1648           | Linien RE10, RB31, RB36, RE44: Baureihe 0648 Linie S7: Baureihe 1648 |      |
| 643      | Bombardier | TALENT      | 13 dreiteilig 1 zweiteilig | Linie RE14                                                           |      |

## Betriebshöfe

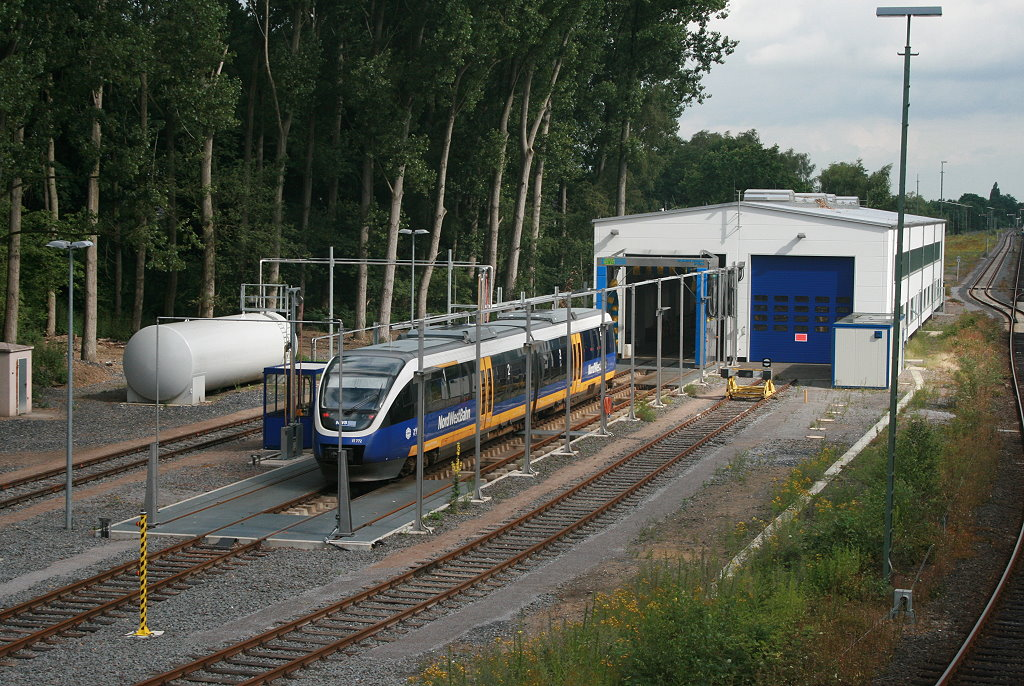
Betriebshof in Dorsten

Einen Betriebshof errichtete die NordWestBahn im Jahre 2007 in Dorsten. Dieser dient der Wartung der Triebwagen des Emscher-Münsterland-Netzes. Ein zweites Werkstattgleis wurde im Juni 2015 in Betrieb genommen.
Für die Wartung der Triebwagen des Niers-Rhein-Emscher-Netzes wurde die Werkstatt der Konzernschwester Rheinisch-Bergische Eisenbahn-Gesellschaft in Mettmann erweitert, um die dortigen Einrichtungen als Auftraggeber zu nutzen. Einzelne Fahrzeuge aus diesem Netz werden auch in Dorsten gewartet.
Die Fahrzeuge für die Linie S7 werden in Mettmann betreut. 
Die Werkstätten Dorsten und Mettmann werden von der Transdev Instandhaltung betrieben.

## Tickets und Tarife
Die Rheinruhrbahn bedient mit ihren Linien mehrere Tarifräume:
- im Ruhrgebiet und im Großteil des Niederrheins den Tarif des Verkehrsverbundes Rhein-Ruhr (VRR)
- im Kreis Borken und Kreis Coesfeld den Westfalentarif
- verbundraumüberschreitend kommen der NRW-Tarif und der Deutschlandtarif zum Einsatz